# Tylos granuliferus
Tylos granuliferus är en kräftdjursart som beskrevs av Gustav Budde-Lund 1885. Tylos granuliferus ingår i släktet Tylos och familjen Tylidae. Inga underarter finns listade i Catalogue of Life.